# Adolf Kjellberg
Adolf Kjellberg, född 17 november 1828 i Alsters socken, Värmlands län, död 30 maj 1884 till sjöss, var en svensk barnläkare. Han var bror till Gustaf Kjellberg.

## Biografi
Kjellberg blev student vid Uppsala universitet 1848, medicine kandidat 1854, medicine licentiat 1856 samt medicine doktor 1862 på avhandlingen Studier i läran om lymfkärlens ursprung (1861). År 1860 förordnades han till förste läkare vid Kronprinsessan Lovisas vårdanstalt för sjuka barn, utnämndes 1861 till adjunkt i pediatrik vid Karolinska institutet samt befordrades 1879 till extra ordinarie och 1882 till ordinarie professor i pediatrik där samt överläkare vid Allmänna barnhuset. Från 1870 tjänstgjorde han även som läkare vid den skola för sinnesslöa barn som Föreningen för sinnesslöa barns vård då startade på Norrtullsgatan i Stockholm.
Efter någon tids sjuklighet begav han sig i början av maj 1884 till södra Frankrike för att söka bot. Men då hans hälsotillstånd där försämrades, beslöt han sig för att återvända och avled ombord på ångfartyget Svithiod på vägen mellan Lübeck och Stockholm. Kjellberg var en mycket ansedd läkare, verksam på flera områden av läkarkonsten. Bland hans huvudsakligen i Nordiskt medicinskt arkiv och Hygiea offentliggjorda vetenskapliga avhandlingar märks Om den parenchymatösa nefritens förekomst i den späda barnaåldern (1869), Om hæmaturi och albuminuri hos äldre barn (1870), Om contractura ani hos barn (1877), Om dieten för späda barn (i "Svenska läkaresällskapets handlingar", 1874).